# Jabberwacky
Jabberwacky is een Engelse kunstmatige intelligentie chatbot, gemaakt door Rollo Carpenter en ontworpen met het doel de menselijke manier van leren en taalontwikkeling te imiteren.
Jabberwacky was een kandidaat in de Loebner Prize Contest van 2003, een wedstrijd tussen chatbots. In die wedstrijd werd hij derde van de acht deelnemers. In dezelfde wedstrijd van 2004 werd Jabberwacky tweede. In september 2005 won George, een personage uit Jabberwacky de eerste prijs en in september 2006 won Joan, een ander Jabberwacky-personage ook de Loebner Prize.

## Een voorbeeld van een (poging tot) conversatie in het Nederlands
User: Alles goed?
Jabberwacky: Don't you mean alles gut?
User: Nee. Hoe gaat het?
Jabberwacky: Goed, met jou?
User: Prima. Waar zullen we eens over praten?
Jabberwacky: Over jou dikke lijf.
User: Doe niet zo raar.
Jabberwacky: Echt waar ?
User: Ja, je praat onzin.
Jabberwacky: Heb jij het ook door dat ik maar wat praat?
User: Ja, daar lijkt het wel op.

## Andere talen
Doordat Jabberwacky van al zijn gesprekken leert kan hij inmiddels ook een aardig woordje spreken in andere talen waaronder Duits, Nederlands, Frans, Spaans, Portugees en Lets. In principe kan elke taal aangeleerd worden. Het kan echter soms wat moeite kosten om bijvoorbeeld een Nederlands gesprek te krijgen, immers als je gewoon vraagt "Spreek je Nederlands?", is de kans zeer groot dat hij "In English please?" of iets dergelijks zal zeggen, aangezien de meeste bezoekers dit zullen zeggen op zo'n vraag. Beter werkt het om gewoon ineens een Nederlandse zin in plaats van een Engelse in de strijd te gooien. Bijvoorbeeld "Waarom niet?" leidt waarschijnlijk tot een voortzetting van de conversatie in het Nederlands. 